# Église Saint-Pierre de l'Isle-Aumont
L'église Saint-Pierre est une église située à Isle-Aumont, en France.

## Localisation
L'église est située dans la commune d'Isle-Aumont, dans le département français de l'Aube (région Grand-Est et région de Champagne).
L'église domine une butte haute de douze mètres et large d'environ 100 à 120 m. Cette position lui a permis de servir de forteresse pendant l'histoire.
La présence d'une coquille Saint Jacques sculptée sur un des murs de l'église indique que l'église a été un lieu de passage des pèlerins de Saint-Jacques de Compostelle et se situait sur un des chemins de Compostelle.

## Historique
La « butte d'Isle-Aumont » est un haut lieu chargé d'histoire et de spiritualité. La butte sur laquelle l'église actuelle a été édifiée était occupée, du temps des Mérovingiens, par une abbaye associée à une vaste nécropole de fidèles désireux de se faire inhumer auprès des reliques d'un saint. Cette abbaye est ainsi l'un des premiers établissements monastiques de la Gaule.
En 1097 Robert de Molesme fonde un prieuré bénédictin, le prieuré de Saint-Ursion, l'église est alors liée au monastère avant de devenir paroissiale. Elle est ensuite liée au château aujourd'hui détruit. La paroisse avait une étendue importante car elle avait les Loges-Maquerons, Saint-Thibault pour succursales et les Bordes, Cormost, La Vendue-Mignot, Virloup en relevaient. La cure relevait du Grand-doyenné de Troyes à la présentation de l'abbé de Molesme.
Dans la première moitié du XVIe siècle, une statue, confectionnée en calcaire polychrome peint représentant une Vierge à l'Enfant et pourvue d'une hauteur de 1,30 m, vient compléter le mobilier du monument religieux,. Cette sculpture, qui a possiblement fait l'objet d'une donation par le prieur Étienne Tabourel, alors curé  de l'église isloise dès 1523, s'apparente, de par son style dit « flamboyant », à celle placée à l'hôpital de l'Hôtel-Dieu-le-Comte, à Troyes,. L'œuvre a bénéficié d'une mesure de protection au titre d'objet classé sur la liste des monuments historiques par arrêté ministériel daté du 15 septembre 1894.
L'église paroissiale dite « aux trois sanctuaires », seul monument de la commune classé à l'inventaire des monuments historiques, se trouve au sommet d'une butte historique et est entourée d'un cimetière mérovingien. Lors des fouilles réalisées par Jean Scapula au milieu du XXe siècle, des traces d'habitat celte ont été mises au jour ; ainsi l'église et les terrains des nécropoles qui l'entourent sont classés depuis le 25 avril 1967. L’église compte deux nefs, l’une datant du XIIe siècle et l’autre du XVe siècle.

## Description
L'édifice est classé au titre des monuments historiques en 1967. L'église se compose d'une nef avec un portail gothique qui était orné des armes de France, de Bourgogne et de Champagne ; ces blasons ont été martelés. Quatre travées mènent à une tour qui surmonte l'ancien autel du Xe siècle, derrière se trouve l'abside ronde avec trois fenêtres et un autel plus tardif. Cette nef a un plafond arrondi en bois.
La deuxième nef, située au sud de la première, est de même longueur, avec un plafond plan en bois. Cette nef est ornée d'un banc d'œuvre, d'une chaire et d'un autel terminal du XVIIIe siècle. Toute une série de statues ornent les murs : saint Roch, saint Claude, deux christs en croix.
Le bas côté sud a été enlevé au XVIe siècle et celui du nord au XIXe siècle.
La toiture actuelle, les trois pignons du portail nord et les enduits extérieurs datent de la campagne de restauration du début du XXIe siècle.

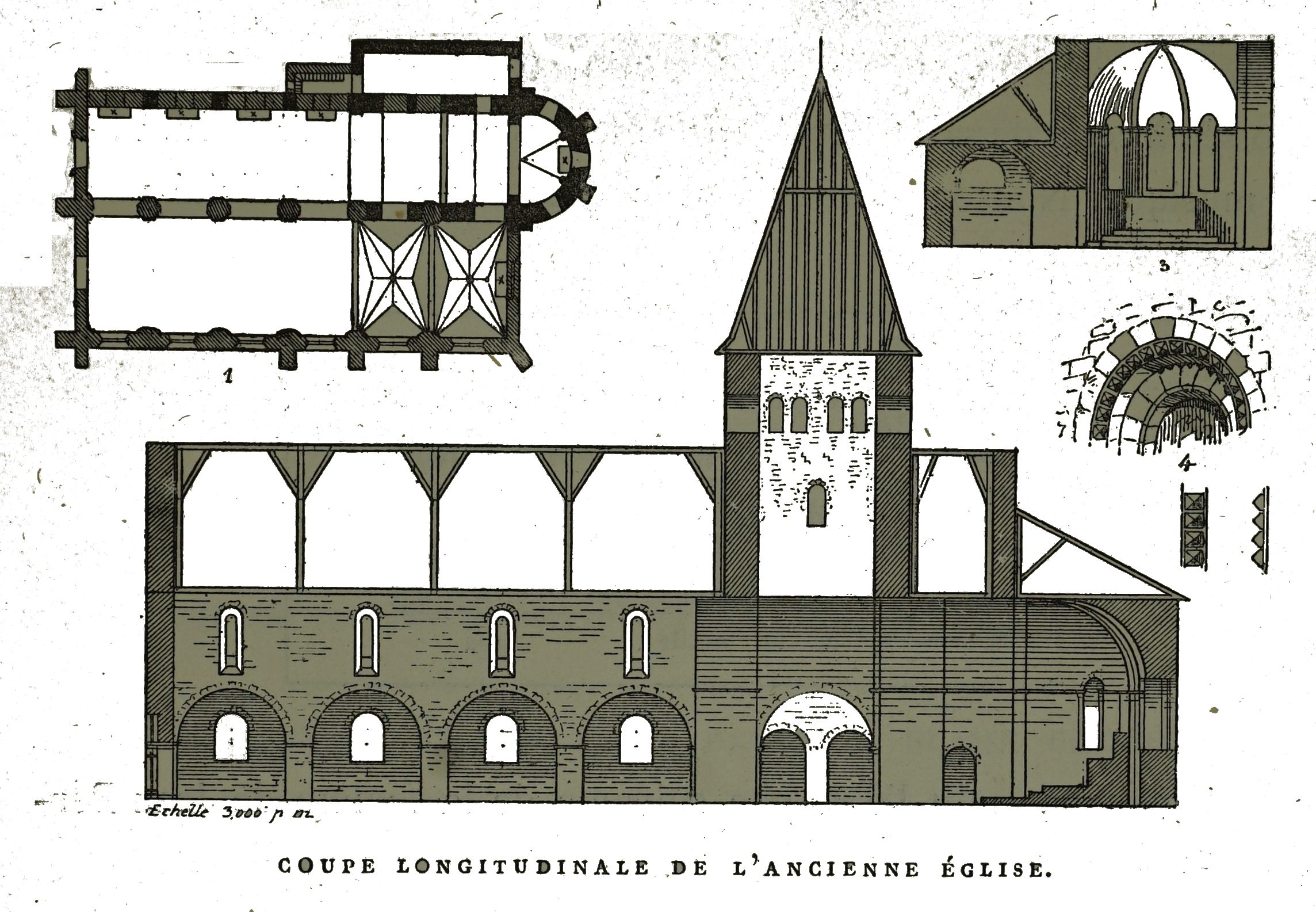
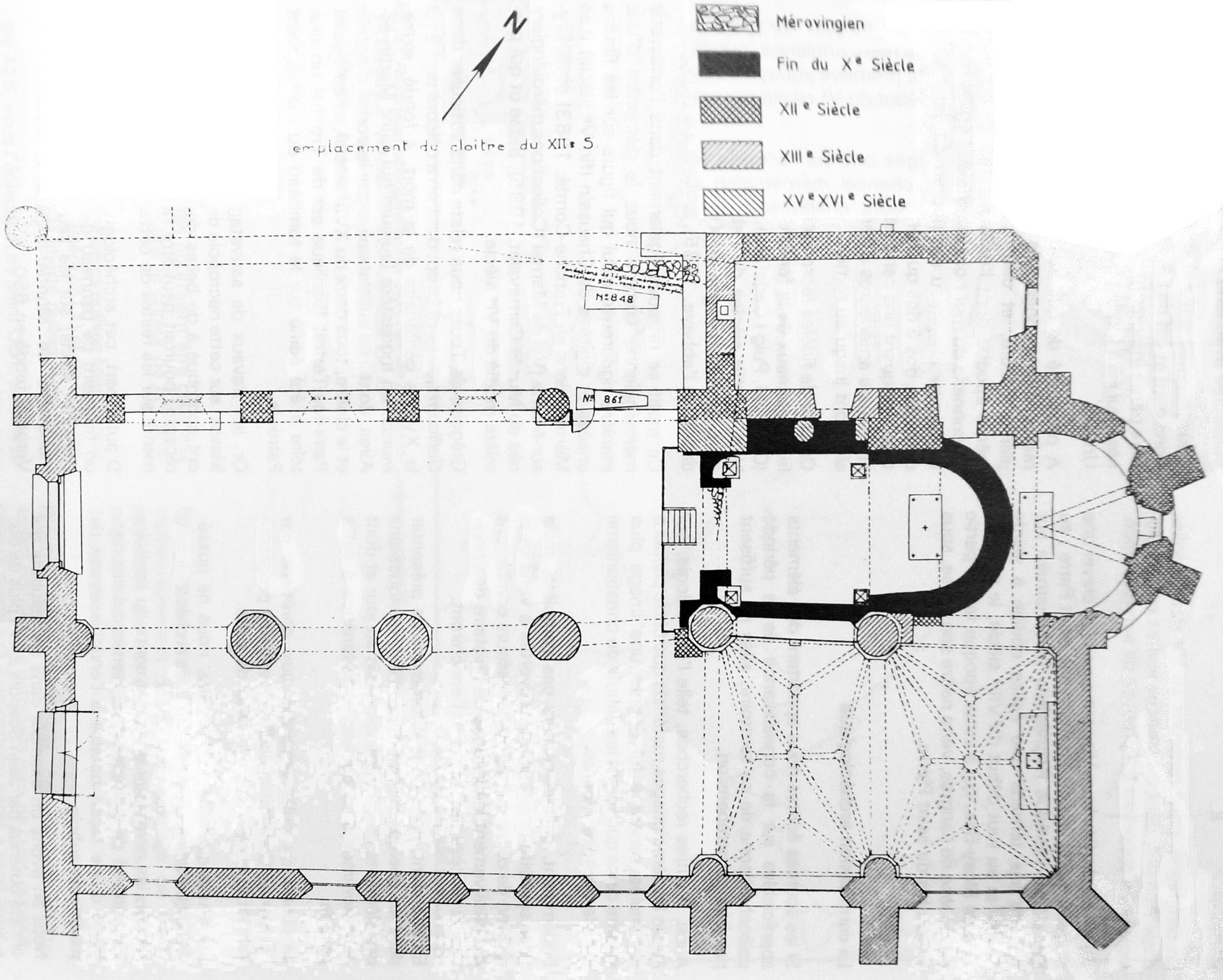
Plans de l'église.
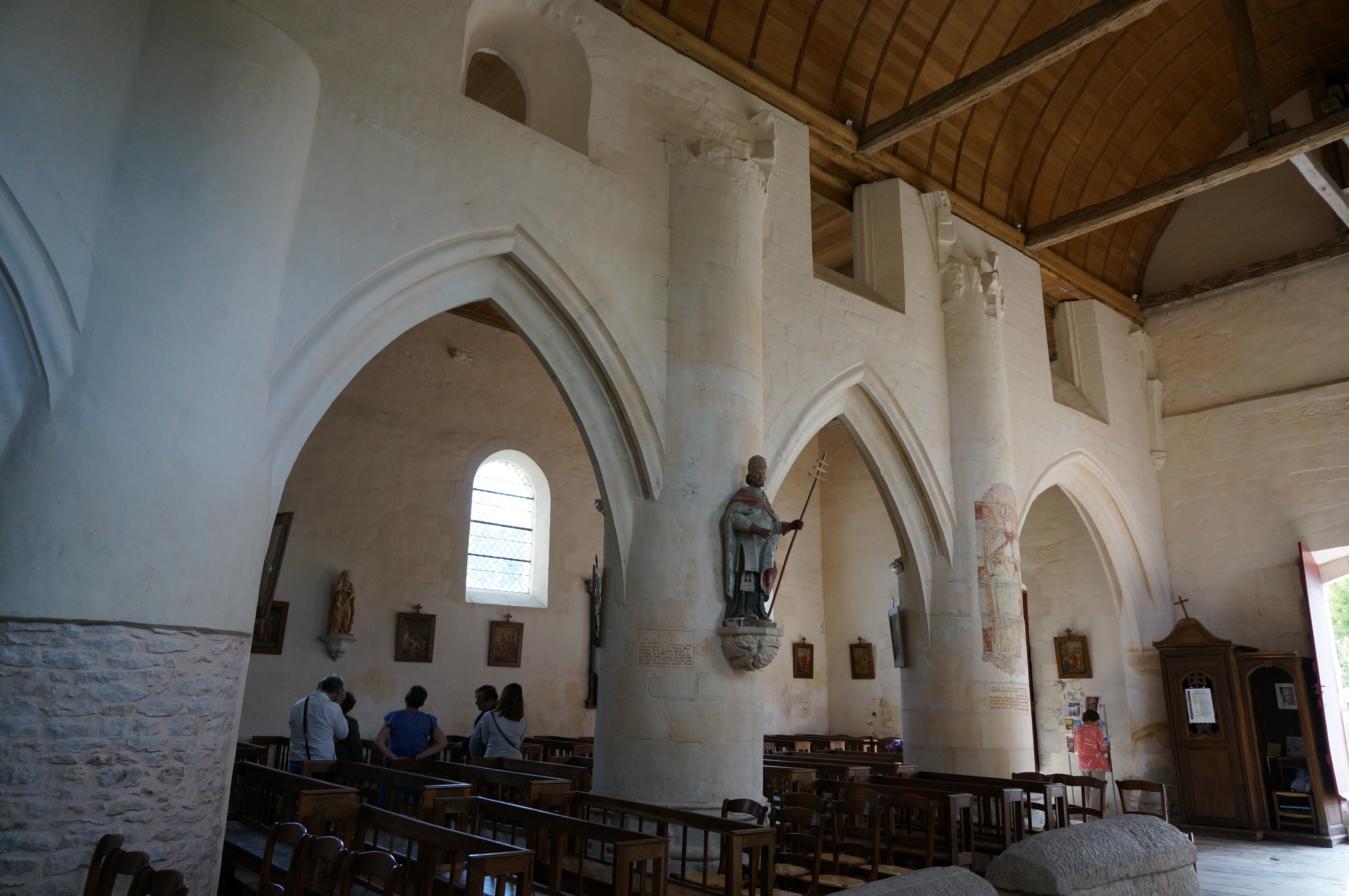
Les deux nefs vues de l'intérieur.
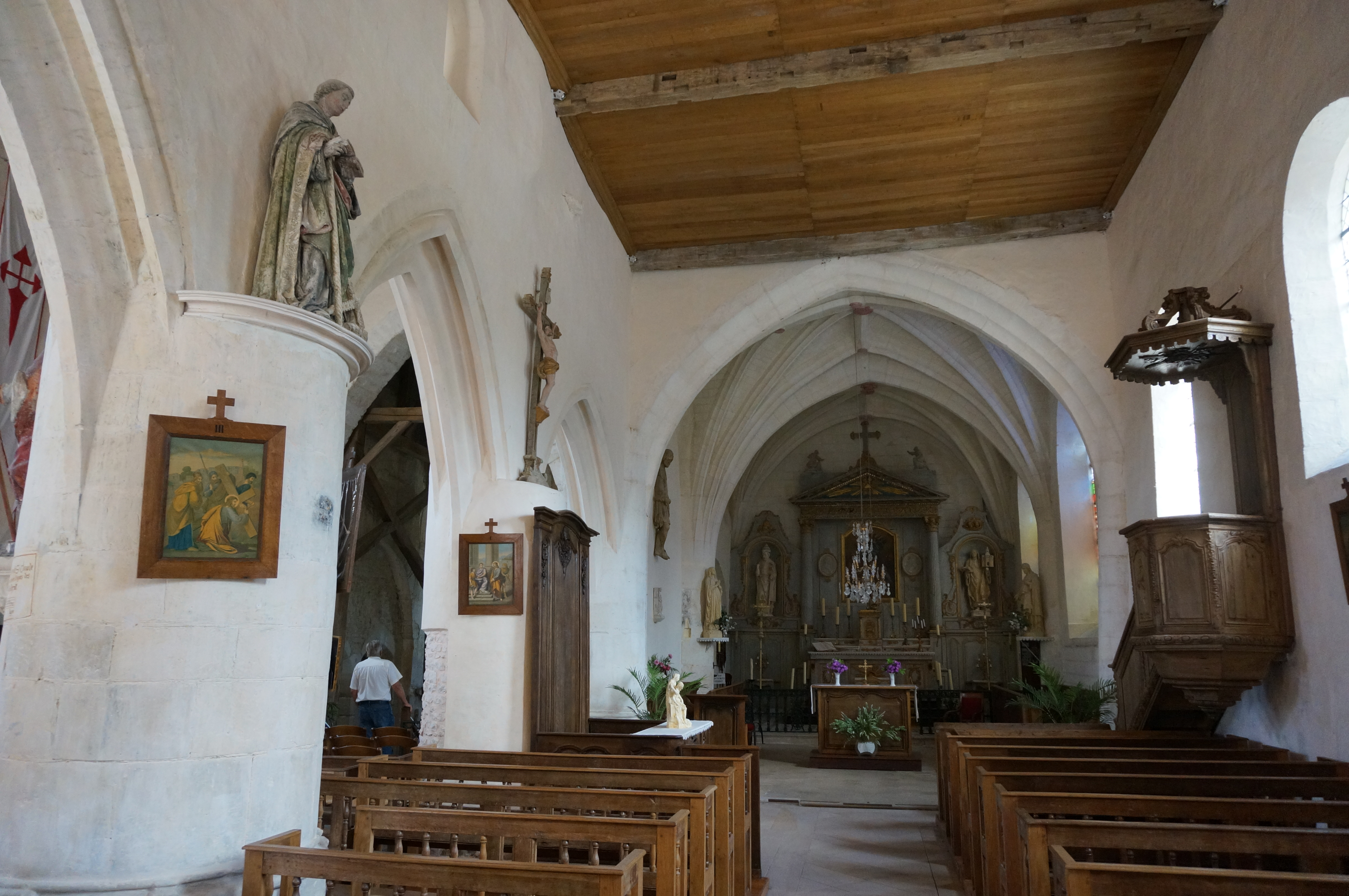
Nef sud.

### La Vierge à l'Enfant
La Vierge à l'Enfant fait partie du type des « grandes statues de Vierges à l'Enfant couronnées ». Sa couronne, dont la partie supérieure est brisée, ne tient à la tête que par trois tenons en bois. Le prêtre représenté à son pied droit pourrait être Étienne Tabourel, son donateur. Elle a le regard droit devant elle, légèrement vers le bas comme perdu dans le vague. La chevelure ondulée, longue et abondante dépasse de son manteau bleu et riche en détails. Ce manteau couvre la tête sous la couronne et est rabattu en tablier sur le devant et le bras droit. Tenu aux épaules par un cordon double à pompons, il a un large galon brodé à l'extérieur alors que l'intérieur est bleu et le bord est marqué par un liseré de perles. Le galon est très finement sculpté sur un fond de bandes horizontales qui sont rehaussées d'un motif régulier, ce motif reprend quand même des dauphins, des personnages. Parmi ces personnages peuvent être discernés, en partant du bas droit de la Vierge, un enfant en position fœtale, un adulte les bras levés et un vieillard nu assis sur sa gauche. Sa robe a un col marqué de fleurs de lys alternées avec des motifs géométriques et le bas de la robe est enrichi d'une bordure de perles.

La vierge à l'enfant
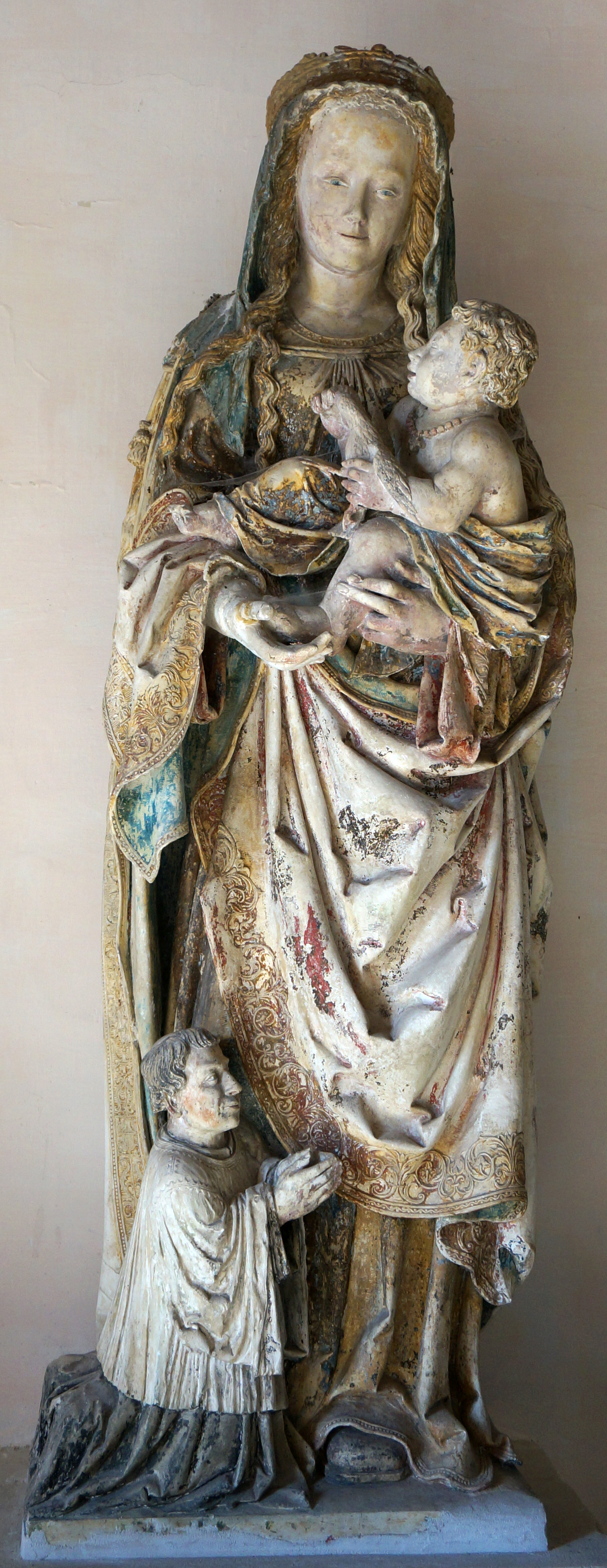
Ensemble.
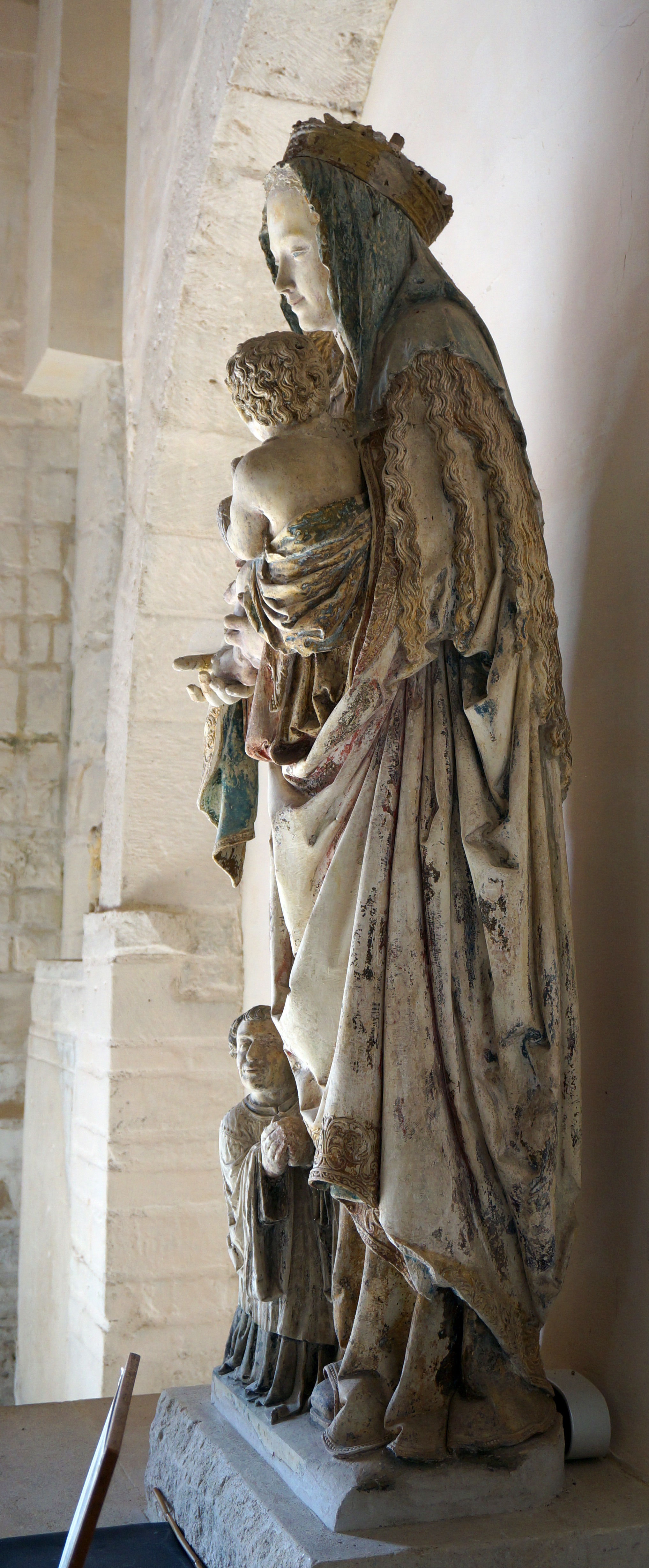
En pied.
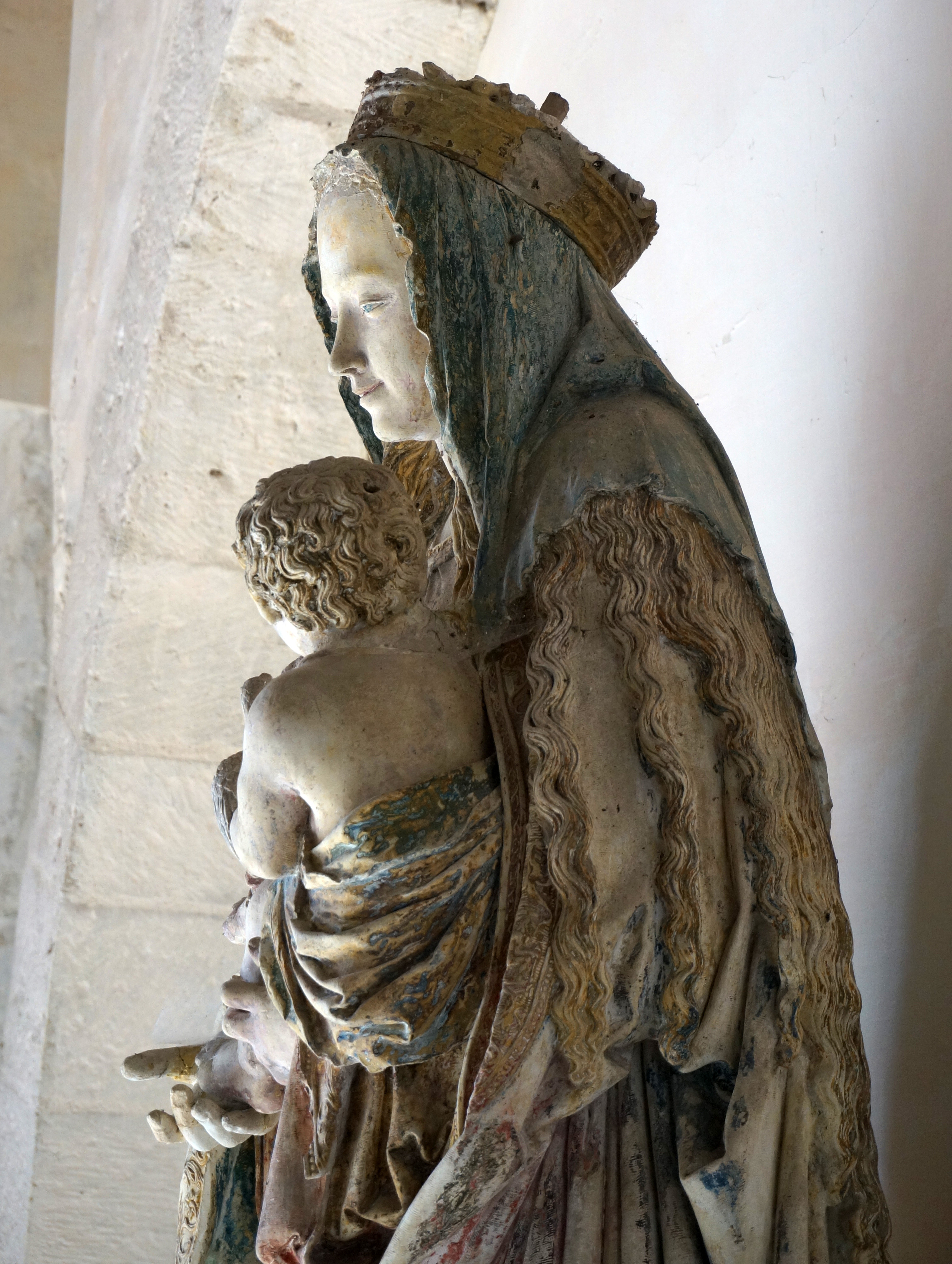
Son profil gauche.
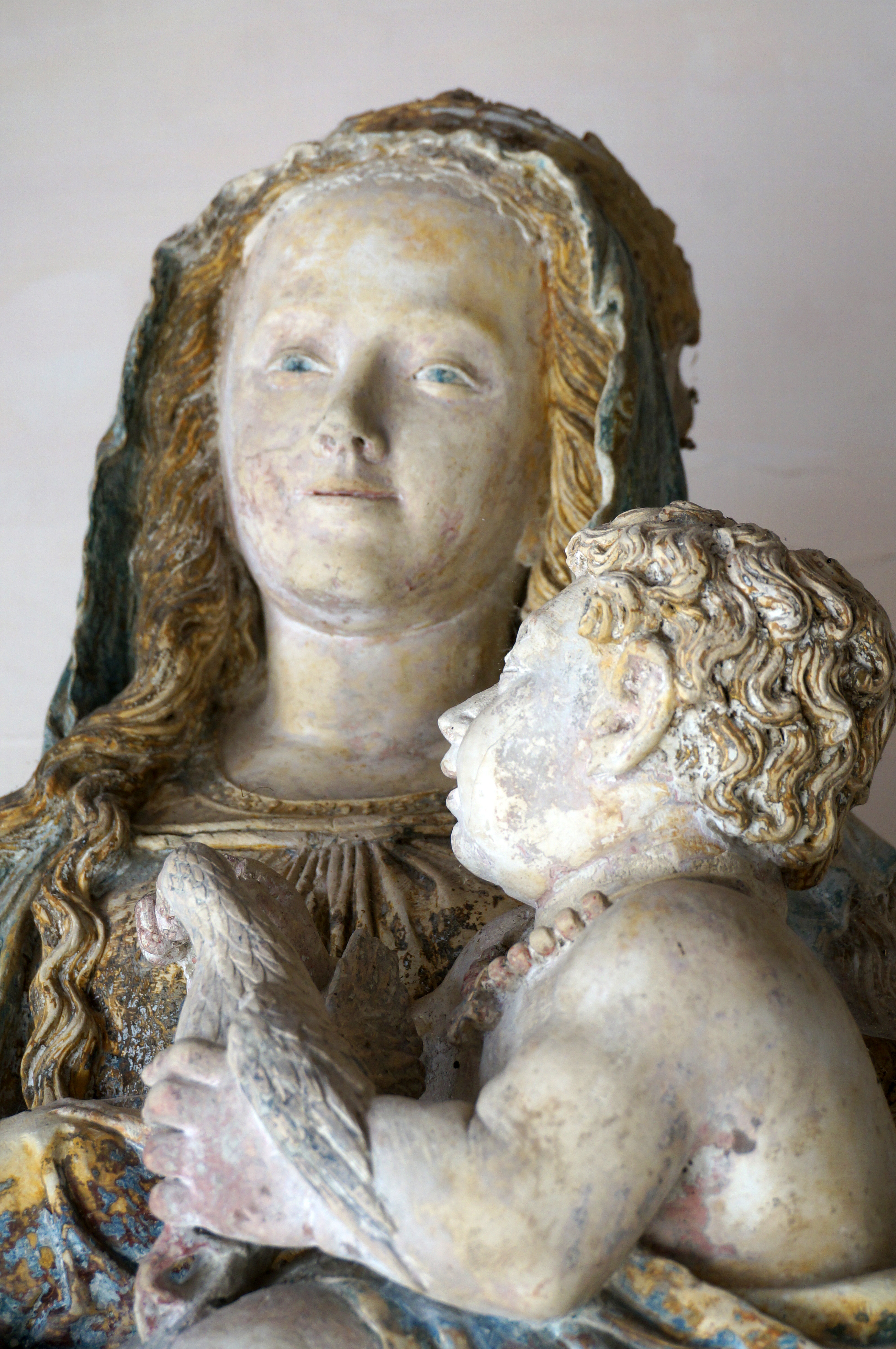
La Vierge aux yeux bleus.
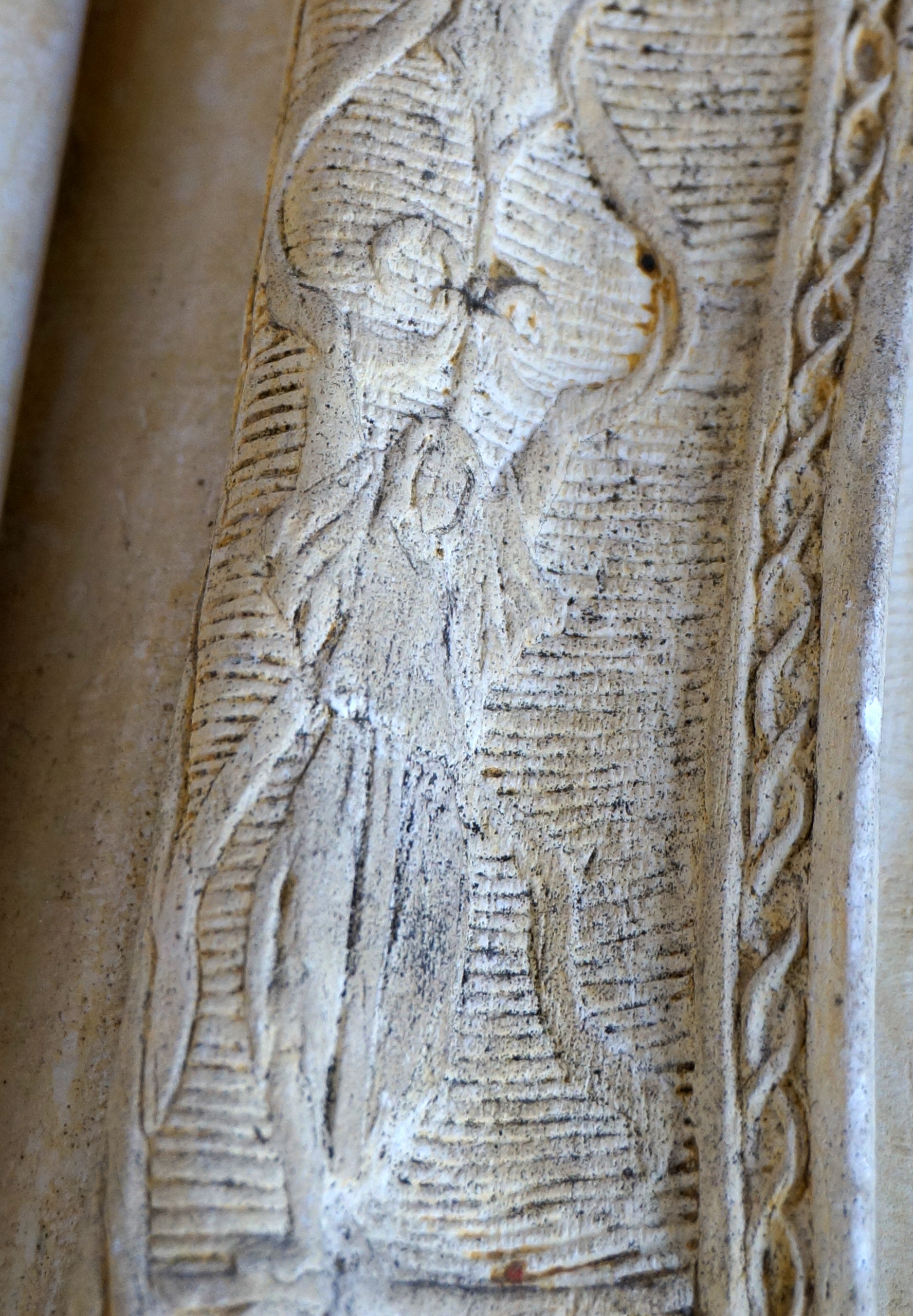
L'adulte les bras vers le ciel dans le revers.

L'enfant est assis sur son bras gauche, il tient en main une colombe qu'il nourrit. Il porte au cou un collier de perles avec une croix.
Jacques Baudoin l'attribue au Maître de Mailly et elle se rapproche fort de l'Agnès de l'église Saint-Nicolas de Troyes.

### Saint Joseph et Jésus

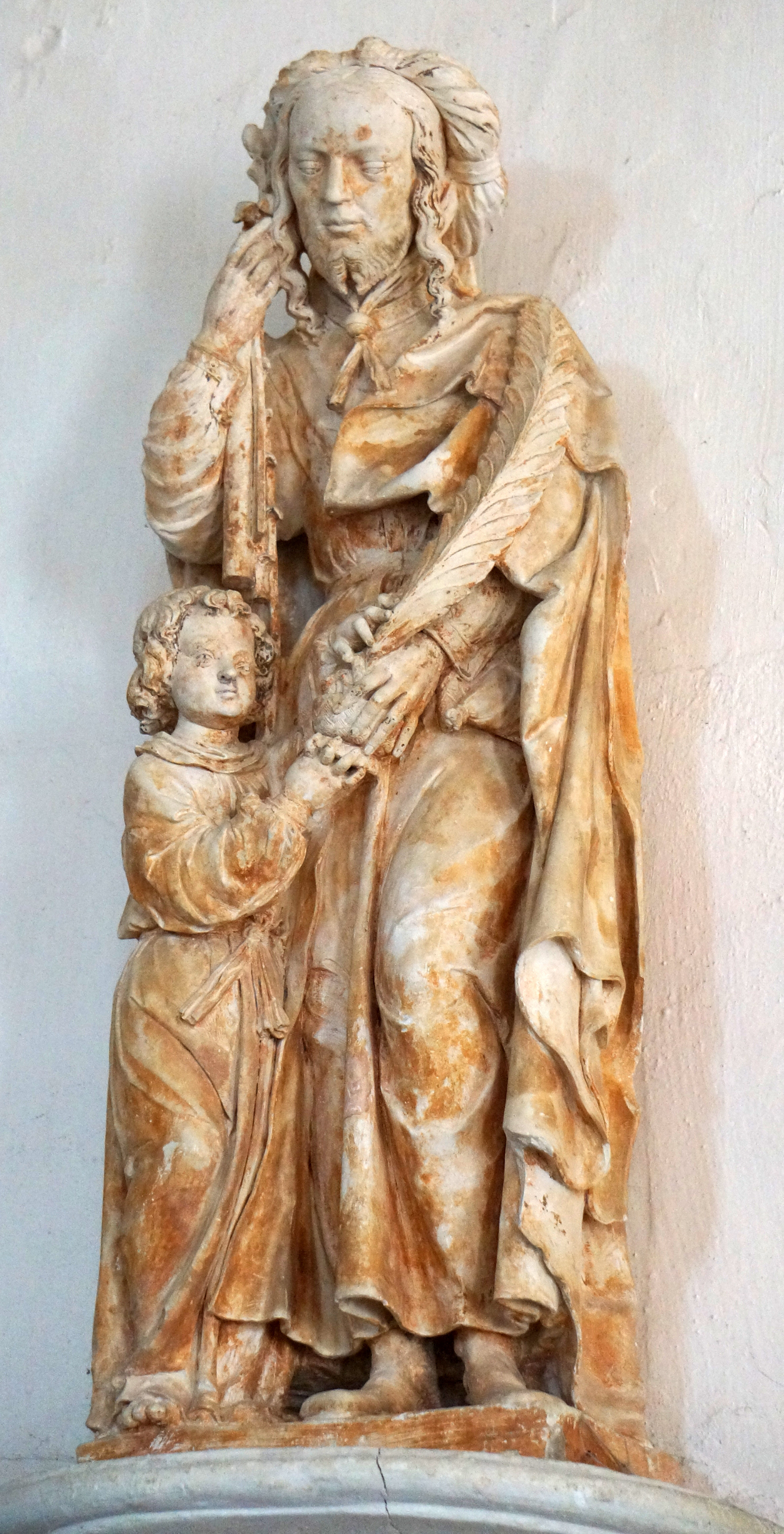
Joseph et l'enfant Jésus.

Cette statue du début du XVIe siècle représente saint Joseph, debout la tête légèrement penchée vers son fils qui se tient sur sa droite. Il est habillé d'une tunique tenue par une ceinture qui a une aumônière à sa gauche ; par-dessus une cape. La tunique a un revers aux manches et deux boutons ; la tunique tenue par un camail a le pan gauche replié sur l'épaule. Jésus a une tunique simple tenue par une ceinture et bouffante aux manches, il est nu-pieds alors que son père porte des chaussures fermées et hautes sans décoration. La coiffure de Joseph est très soignée, elle est tenue par une coiffe torsadée en ruban et tenue par un lien sous le menton, lien uni par une grosse perle. Il s'appuie de sa main droite sur un bâton, objet complexe qui lui arrive à l'oreille, il est comme bourgeonnant et porte à son extrémité haute une fleur surmontée d'une colombe (arbre symbolisé de Jessé ou bâton d'Aaron ?) deux autres parties, une latte ou hache et un battant de fléau (références au métier de Joseph ?).
Leurs mains s'unissent à hauteur d'yeux pour Jésus. Leurs deux mains gauches se touchent sur une palme. Dans sa gauche, Joseph a aussi un petit panier d'osier qui pourrait contenir des fruits, amandes en référence au bâton ou datte en référence à la palme... et Jésus de sa droite qui tient l'anse du panier.
Cette statue est attribuée à Jacques Juliot ou à son atelier.

### Le retable
Le retable, du XVIe siècle et de type champenois traditionnel, est classé. Pourtant, il n'a de semblables dans la région. Il serait italien et aurait été offert en 1568 par Louis de Gonzague La scène figurés est sur un seul plan, beaucoup des autres retables étant partitionnés en trois parties ou plus ; les personnages ne sont pas encadrés par des motifs architecturaux et la sculpture est profonde pour faire ressortir plus amplement du fond neutre les personnages. Sa taille de 70 cm de hauteur pour 1,96 m de longueur le rend, de ce fait aussi comme sortir du lot. Le retable a été déplacé et se trouve actuellement sur le mur nord de la nef romane. Il porte encore des traces de polychromie et les attributs des apôtres sont de taille disproportionnée par rapport à l'usage, les deux premiers attributs à gauche sont manquants. Tous portent une cape sur leur blouse, sauf Jésus.

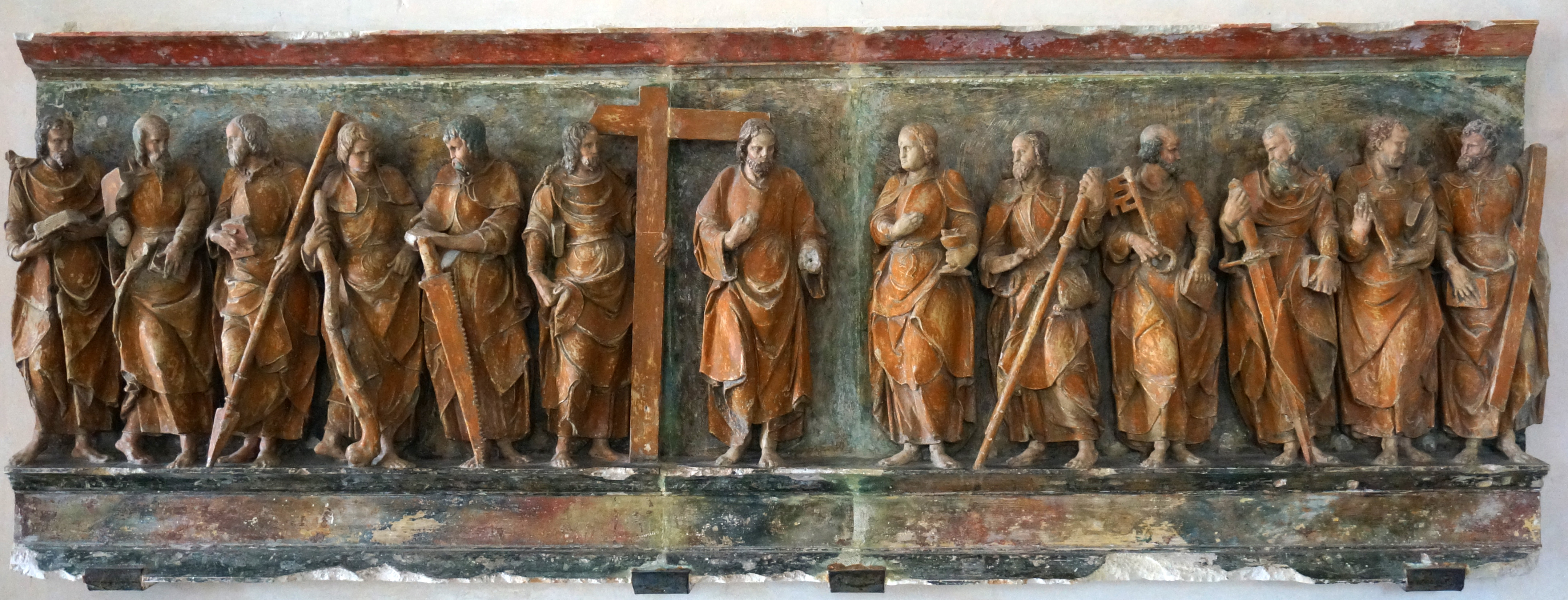
Le retable.
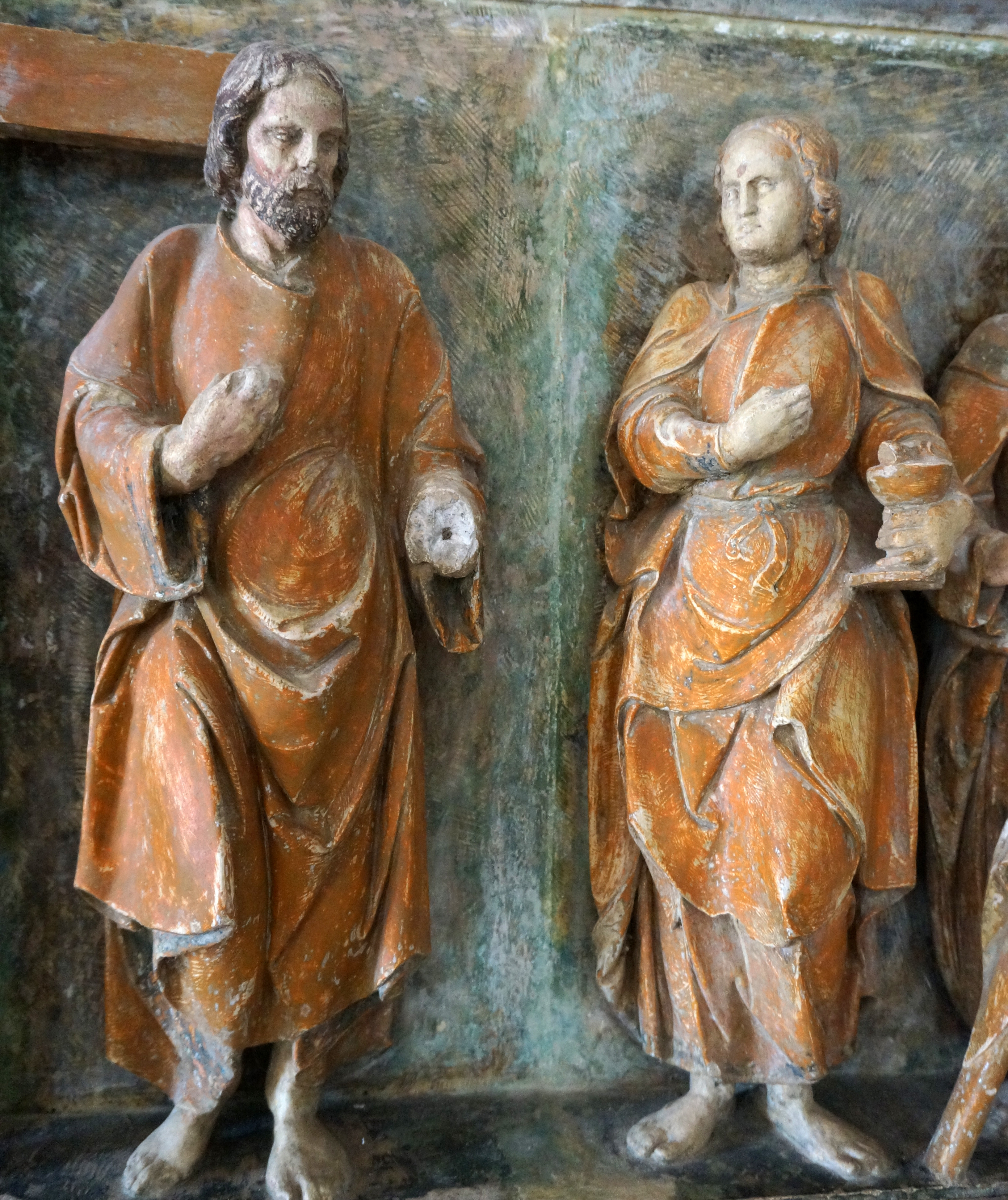
Jésus et Jean tenant le calice.
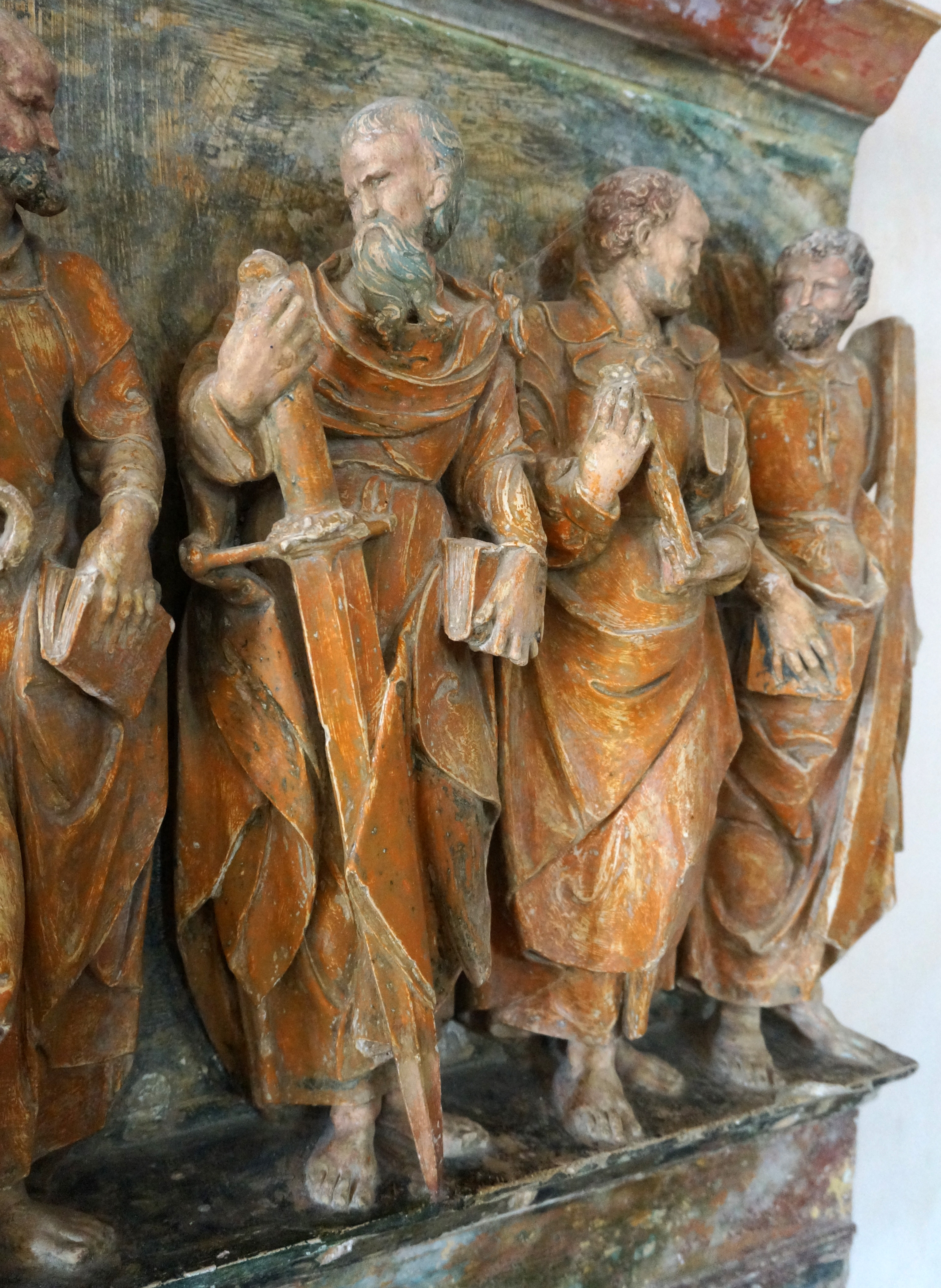
Paul, Barthélémy et André.
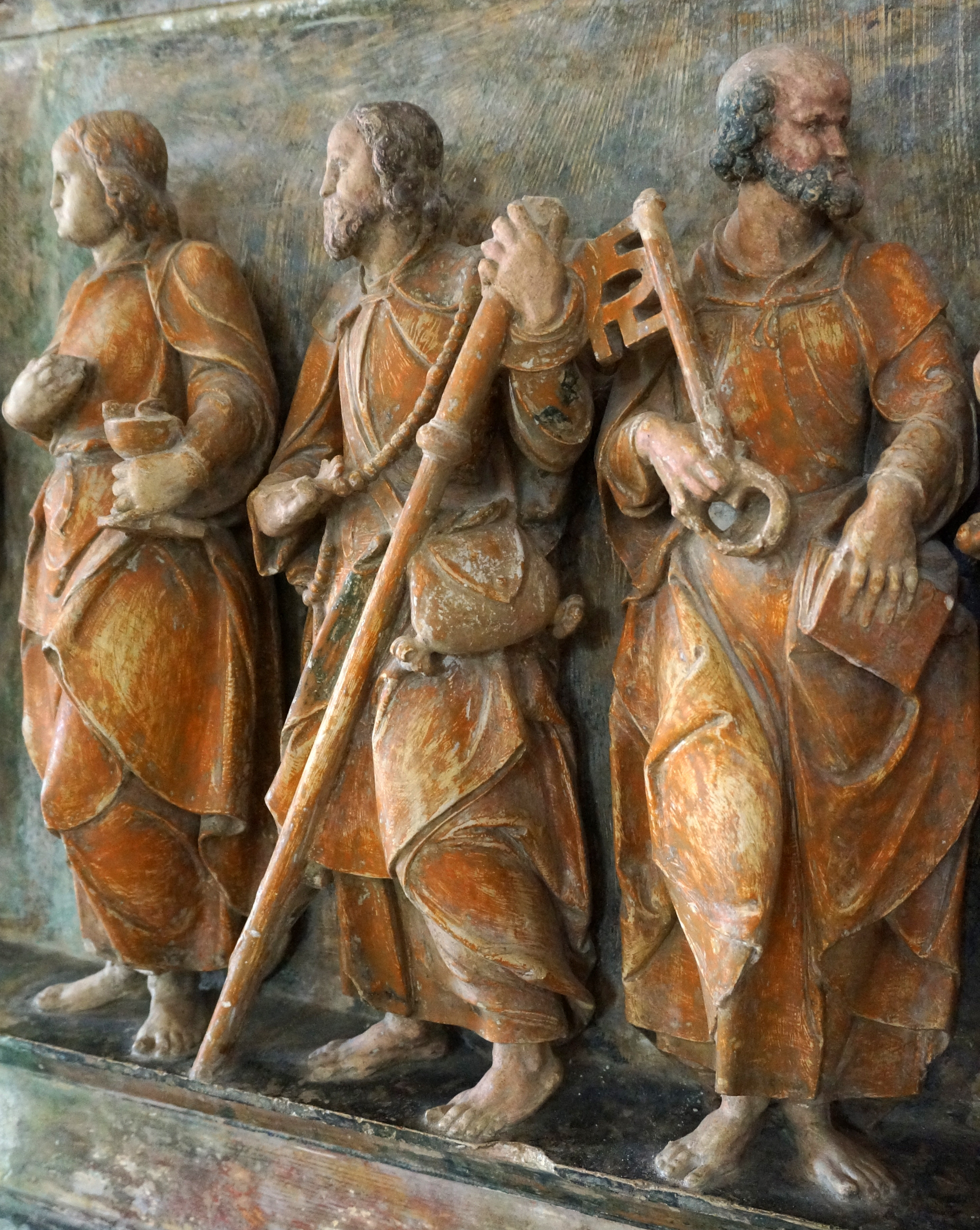
Jean, Jacques avec son bourdon et sa besace, Pierre.

### Le Christ de Pitié

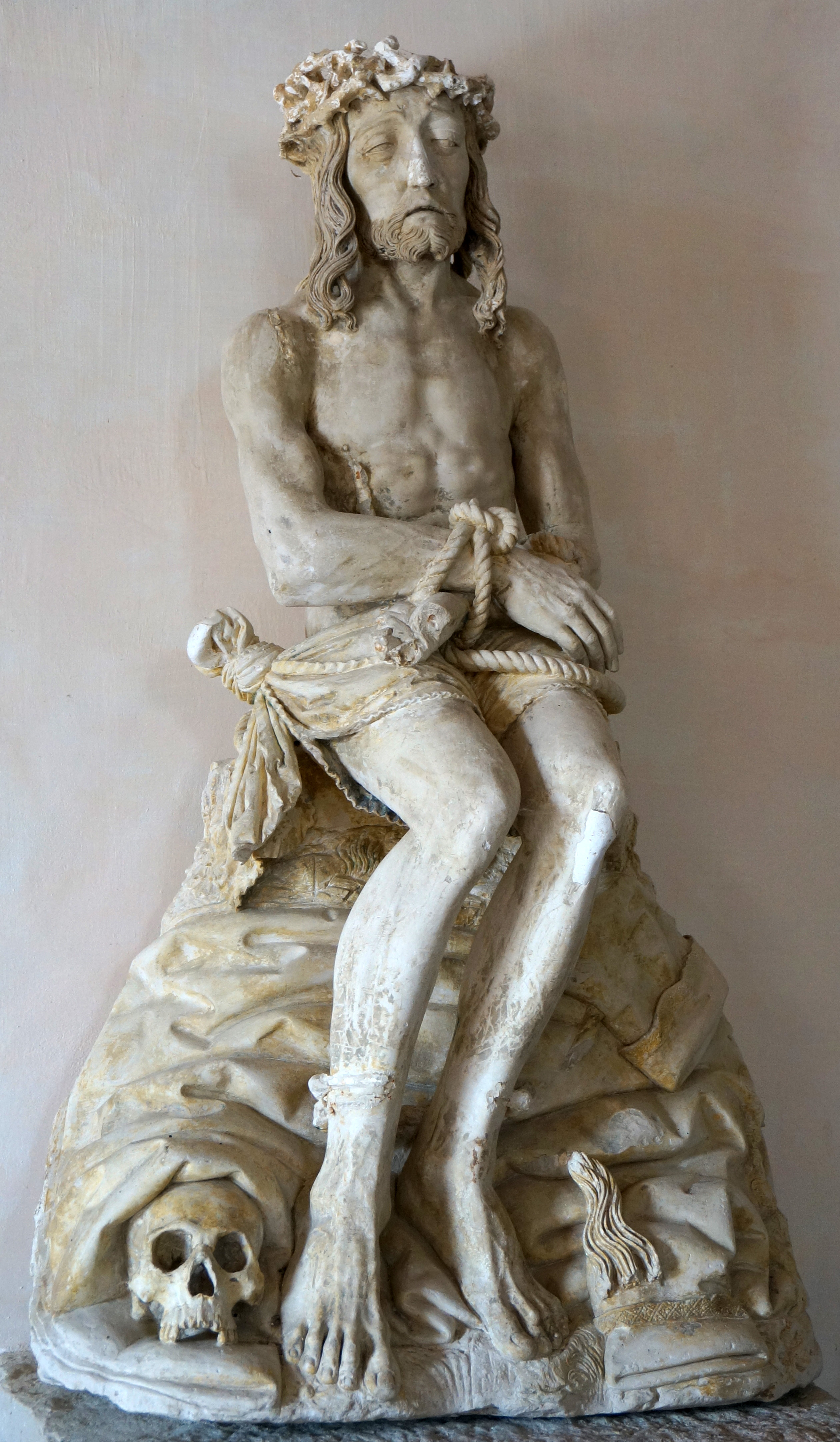
Le Christ aux liens.

C'est sans doute l'un des exemples les plus remarquables de l'art lapidaire troyen, il est assis sur un promontoire, il semble absent et attend, ses vêtements à ses pieds, son supplice.
Il manque à l'œuvre une partie de la corde qui reliait ses chevilles à ses mains en passant par son côté droit. Ce qui frappe tout de suite c'est la finesse du traitement des bords de son périzonium gaufré, les tendons et les vaisseaux sanguins sous la peau des mains, des pieds et des avant-bras. Le sentiment d'abandon où l'expression de son visage ajouté aux habits tombés à ses pieds cache  à peine l'issue prochaine, la tête de la mort. Le visage, traité avec délicatesse, barbe et cheveux ondulés, légère ride de crispation entre les sourcils, bouche légèrement tombante sur sa droite donne une illusion d'être en train de se détendre, de se résigner de trouver la paix.

## Site archéologique

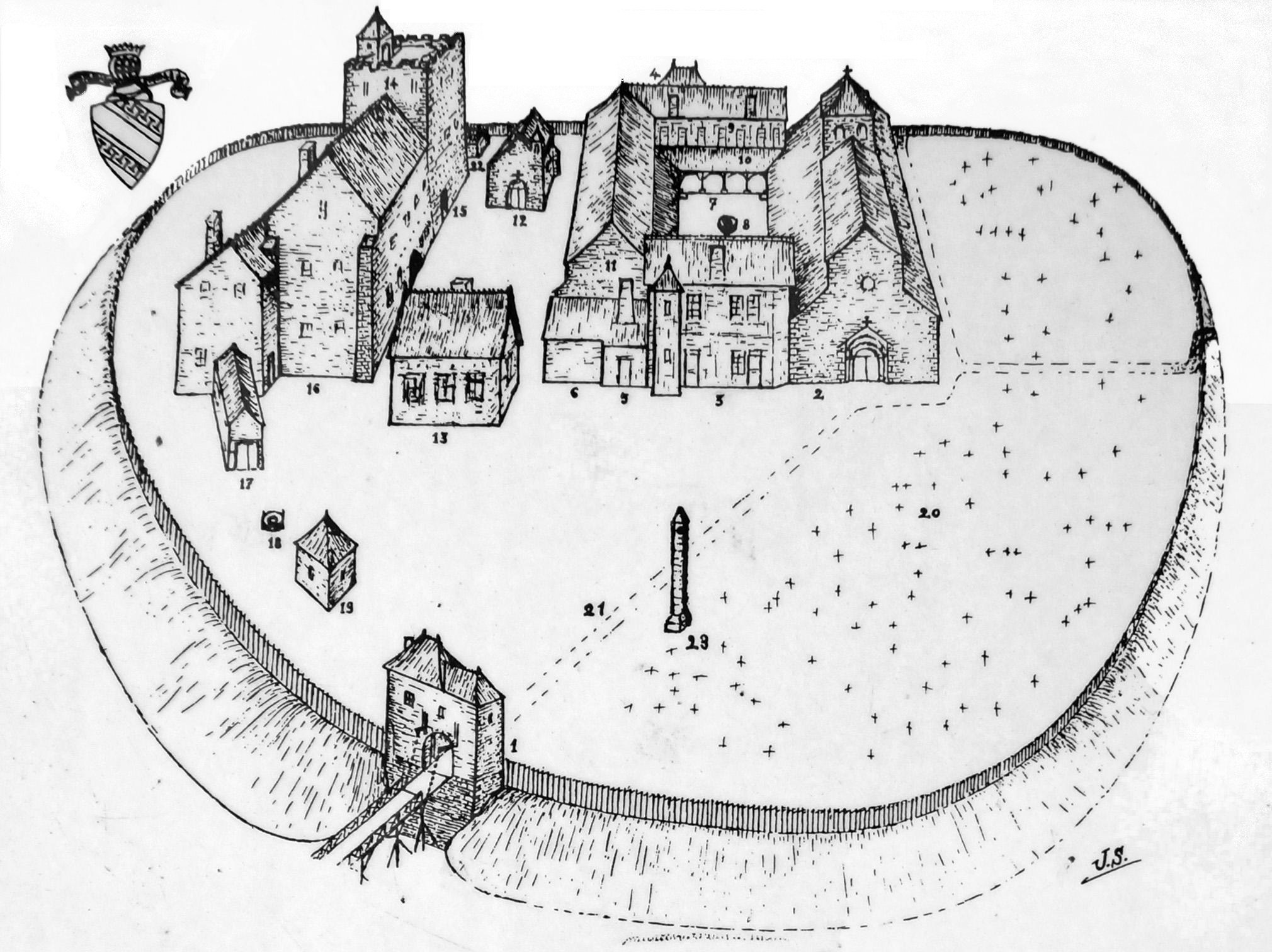
La butte d'Isle au Bas Moyen Âge.

Les sarcophages exposés dans la nef romane font du site d’Isle-Aumont un site historique et archéologique important classé monument historique en 1967.
Parmi les 41 objets répertoriés à l'inventaire des monuments historiques, cette église en contient 39. Les deux autres objets étaient à l'intérieur de la chapelle de Roche qui a été vendue en 1937 par la commune et transformée en maison particulière ; les deux œuvres datées du XIVe siècle et du XVe siècle ont malheureusement disparu à cette époque.
Des travaux de fouille systématique de la butte ont été réalisés par l'archéologue Jean Scapula de 1943 à 1961. Plus de 1 000 sépultures ont été mises au jour, dont 600 sarcophages mérovingiens. Ce site, haut lieu chargé d'histoire et de spiritualité, rend la commune de plus en plus « connue et reconnue à travers toute la France ».
La commune compte par ailleurs trente et un objets répertoriés à l'inventaire général du patrimoine culturel.

## Galerie de photographies

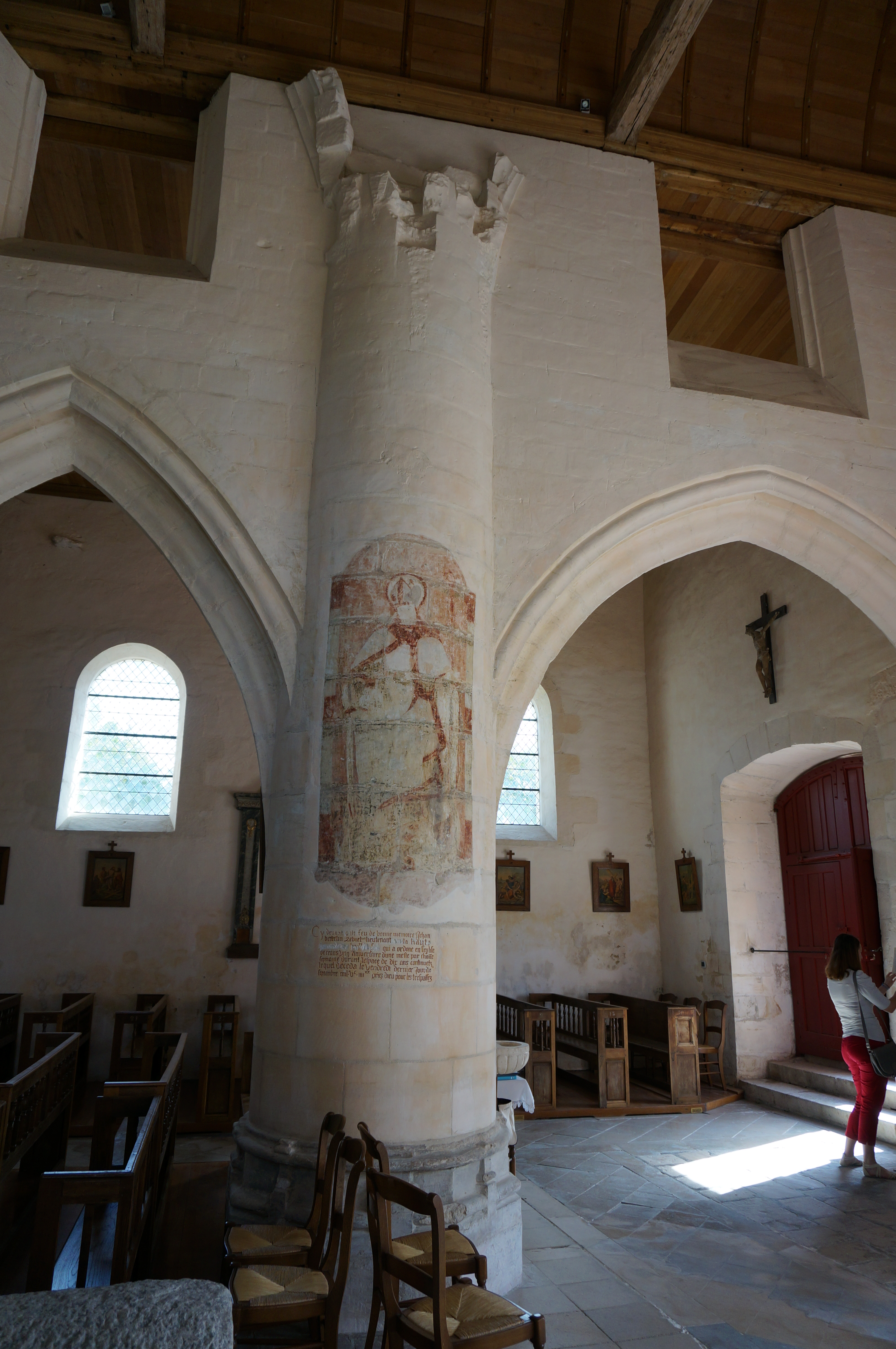
Peinture du XVIe siècle sur le pilier[13].
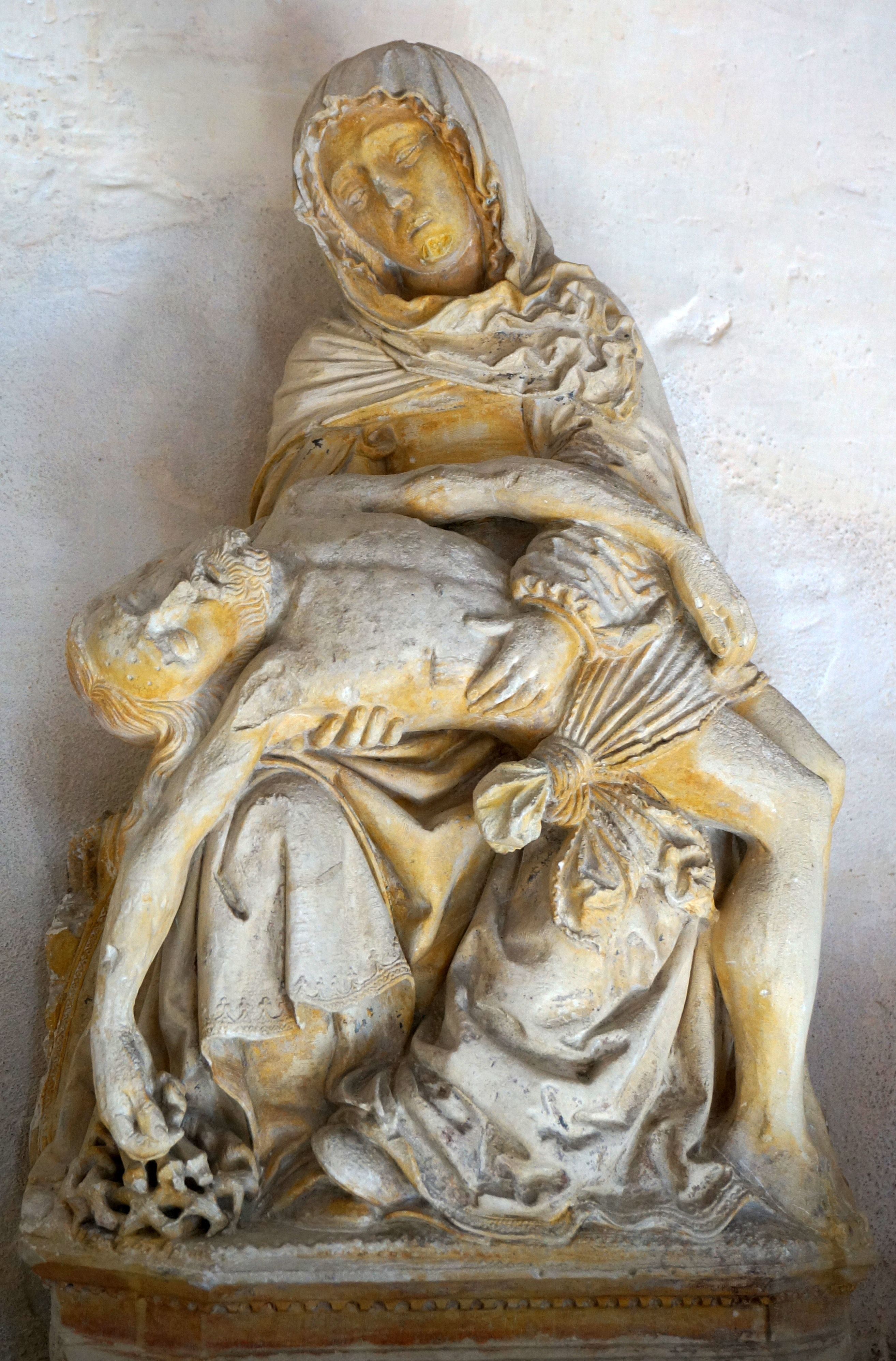
Pièta.
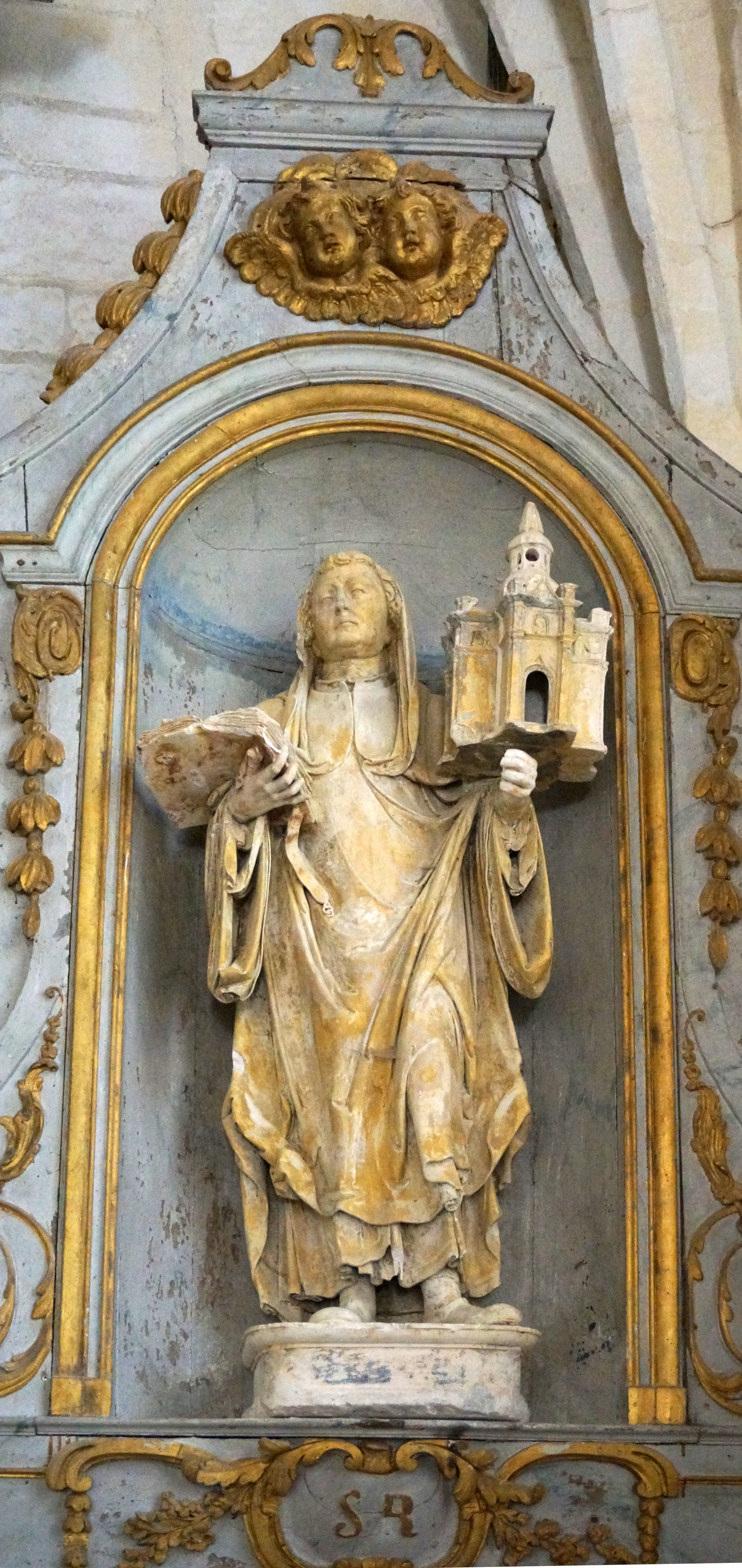
Robert de Molesme[14].
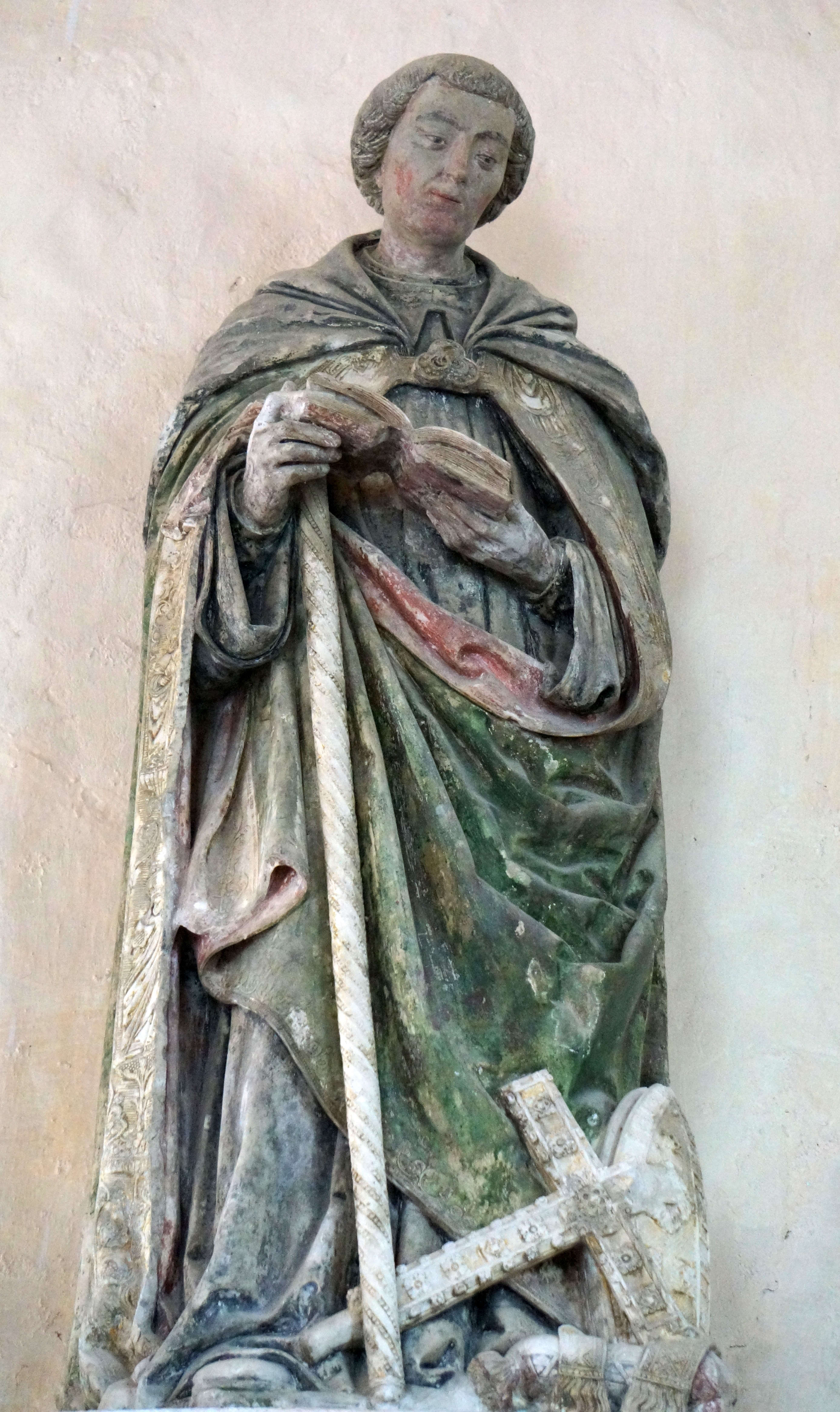
Claude de Besançon du XVIe.
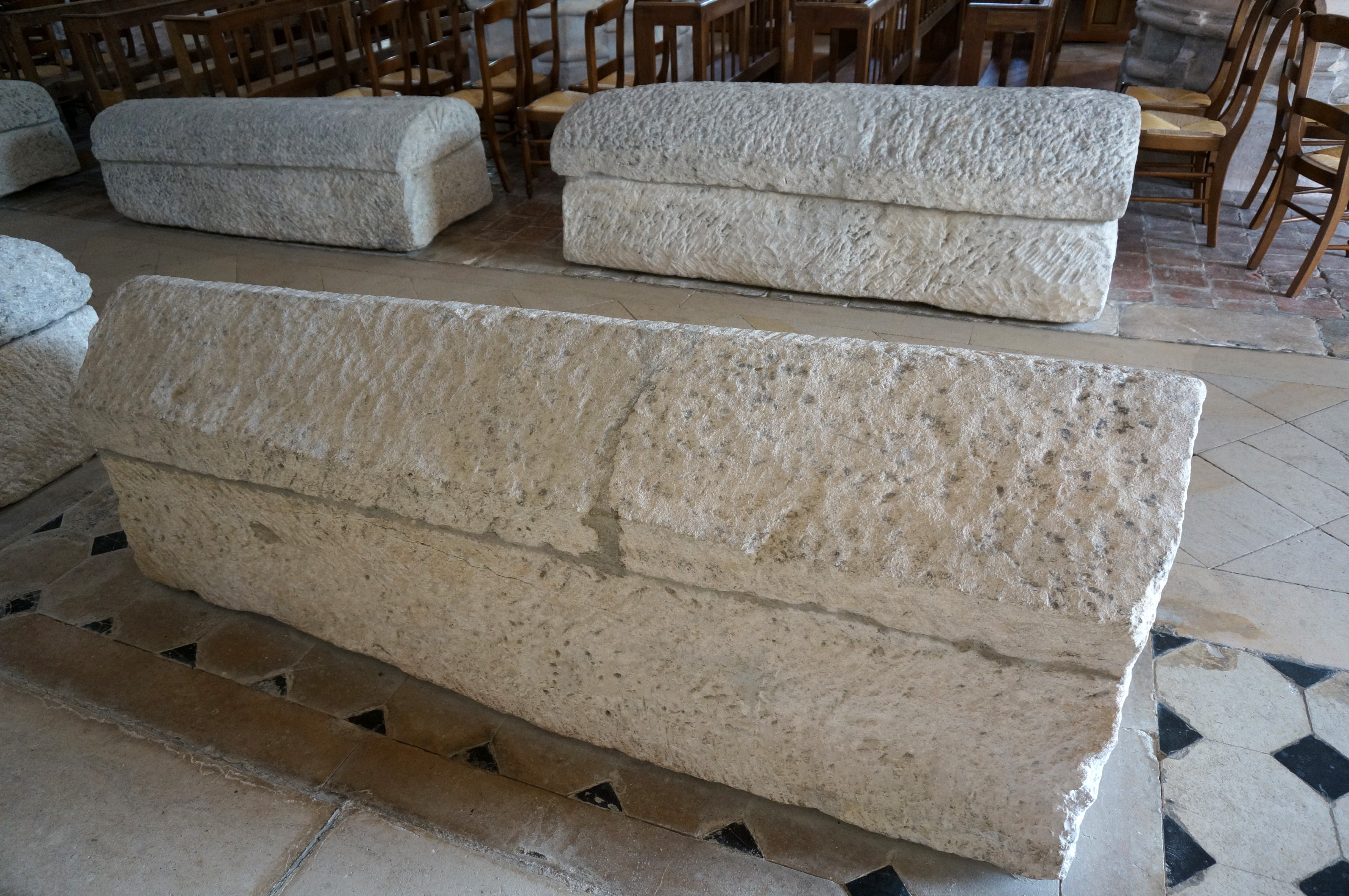
Sarcophages dans la nef.
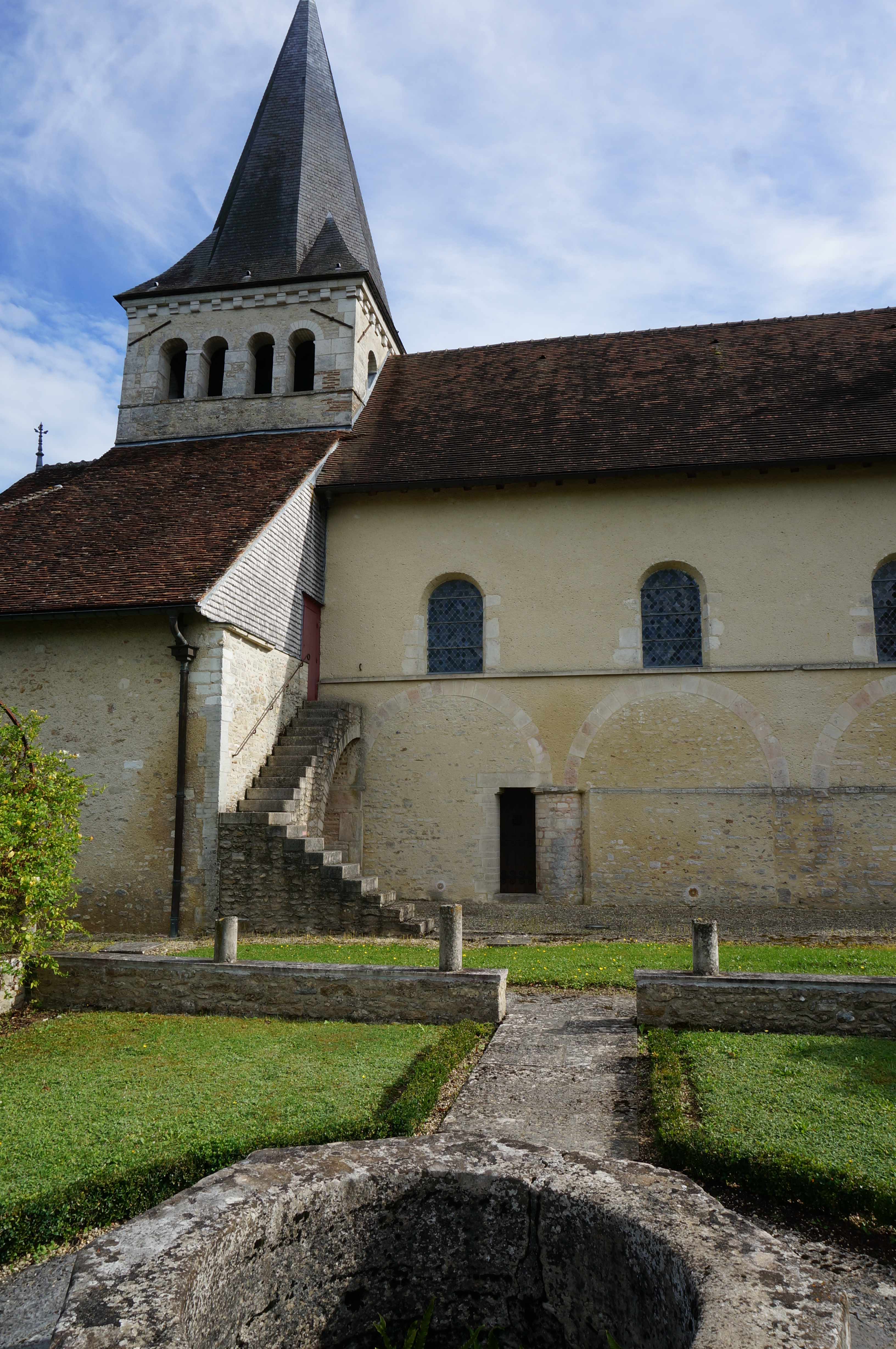
Le cloitre et son puits.

## Pour approfondir